# Arista (insectos)

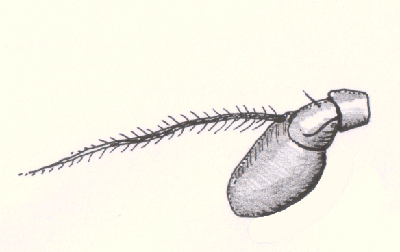
Antena. Brachycera Diptera

En anatomía de los dípteros braquíceros, las moscas, la arista es una seta subapical de la antena, en la que sale del tercer segmento. Puede ser simple o presentar una variedad de modificaciones. Es el residuo evolutivo de los segmentos restantes de la antena y, a veces, presenta restos de segmentación a veces llamados aristameros.
La arista puede carecer de vellosidades y ser simple o puede presentar setas cortas o largas y plumosas.
La presencia de la arista es un rasgo de Diptera (moscas) del suborden Brachycera y puede estar muy desarrollada en algunas especies. Se sabe que tiene termorreceptores e higrorreceptores en Diptera y que ayuda a estos insectos a determinar cambios de temperatura y de humedad ambiente.